# Thomas Erskine Cochrane
Thomas Erskine Cochrane, škotski častnik in politik, * 12. oktober 1849, † 17. oktober 1906.
Rodil se je kot četrti otrok od osmih ter drugi sin polkovniku Williamu Marshallu Cochranu.